# 鳥山石燕
鸟山石燕（1712年—1788年9月22日，正德2年－天明8年阴历8月23日），原名佐野丰房，号船月堂、零陵洞、玉樹軒、月窗，江户时代的浮世绘画家。

## 简介
在狩野派门人狩野周信的门下学习绘画，同时师从俳句大师東流斎燕志学习诗歌。因为安永5年（1776年）完成的《画图百鬼夜行》三部曲的影响，他作为专门的妖怪画家而出名。之后他又创作了《今昔画图续百鬼》、《今昔百鬼拾遗》、《百器徒然袋》（均为三部曲形式）。
他所创作的妖怪画的特点在于，并不是集中地表现恐怖感，而是在画中描绘出一些能够使人微笑或是感到奇妙的因素。在这些画作中，石燕往往融入了一些隐喻以及暗喻的手法，而读者也经常可以通过细细品味这些细节来体会到画家的创作本意。他的画作带给了后世很大的影响，一些有名的作家如水木茂、京極夏彦等等也以他的画作作为基础进行过创作。
他的门下还诞生了喜多川歌麿和恋川春町等等后世画家，培养出了一代黄表纸作者。